# Tarnawa Dolna (Zembrzyce)

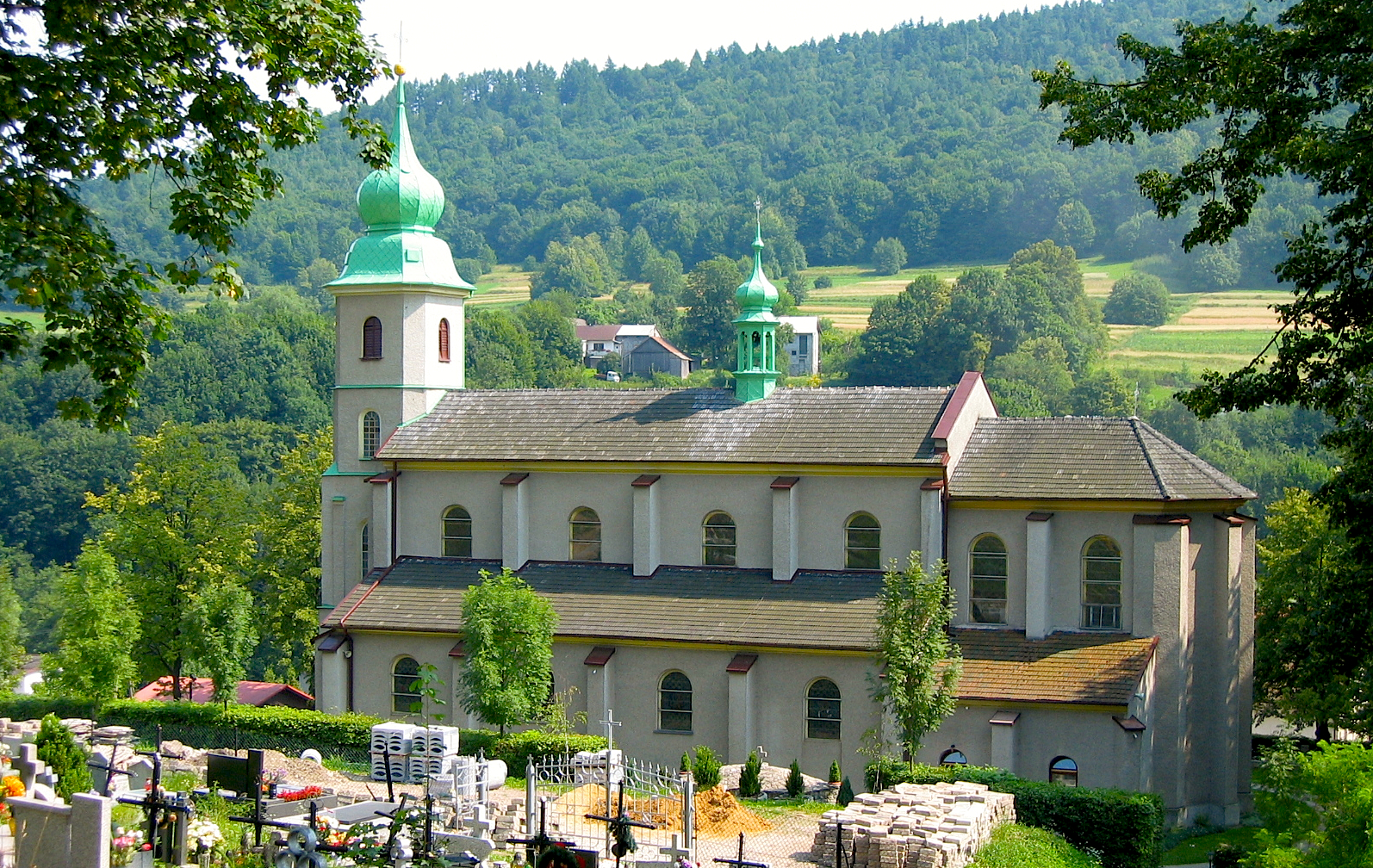
Kirche

Tarnawa Dolna ist eine Ortschaft mit einem Schulzenamt der Gemeinde Zembrzyce im Powiat Suski der Woiwodschaft Kleinpolen in Polen.

## Geographie
Der Ort liegt am Bach Tarnawka, einem linken Zufluss der Skawa. Die Nachbarorte sind Śleszowice im Westen, Skawce im Nordosten, Zembrzyce im Osten, Sucha Beskidzka im Süden.

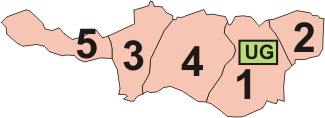
Tarnawa Dolna (4) innerhalb der Gemeinde Zembrzyce

## Geschichte
Laut einer lokalen Sage wurden im 13. Jahrhundert Tataren angesiedelt. Der Ort wurde aber wahrscheinlicher von Żegota z Benkowicz nach dem Jahr 1333 gegründet. Politisch gehörte das Dorf ursprünglich zum Herzogtum Auschwitz, dies bestand ab 1315 in der Zeit des polnischen Partikularismus. Seit 1327 bestand im Herzogtum die Lehnsherrschaft des Königreichs Böhmen. Seit 1445 gehörte es zum Herzogtum Zator, dieses wurde im Jahr 1494 an Polen verkauft.
Im 16. Jahrhundert gehörte das Dorf zum Arianer Jan Przypkowski, der Jahre 1572 die Einwohner vom Frondienst entlastete. Ab dem 17. Jahrhundert gehörte Tarnawa Dolna zu den Gütern von Sucha (Beskidzka) der Familie Komorowski.
Bei der Ersten Teilung Polens kam Tarnawa Dolna 1772 zum neuen Königreich Galizien und Lodomerien des habsburgischen Kaiserreichs (ab 1804).
Nach der Zugehörigkeit zur Pfarrei in Mucharz wurde 1840 eine eigene Pfarrei gegründet.
1918, nach dem Ende des Ersten Weltkriegs und dem Zusammenbruch der k.u.k. Monarchie, kam Tarnawa Dolna zu Polen. Unterbrochen wurde dies nur durch die Besetzung Polens durch die Wehrmacht im Zweiten Weltkrieg. Es gehörte dann zum Landkreis Bielitz im Regierungsbezirk Kattowitz in der Provinz Schlesien (seit 1941 Provinz Oberschlesien).
Von 1975 bis 1998 gehörte Tarnawa Dolna zur Woiwodschaft Bielsko-Biała.